# Чотири угоди
«Чотири угоди: практичний посібник до особистої свободи» — це книга з саморозвитку автора бестселера Дона Мігеля Руїса та Джанет Міллс. У книзі пропонується кодекс поведінки, заснований на стародавній мудрості тольтеків, який виступає за свободу від самообмежувальних переконань, які можуть спричинити страждання та обмеження в житті людини.
Вперше опублікована в 1997 році, книга розійшлася тиражем у понад 9 мільйонів примірників у США і була перекладена 46 мовами. Книга набула популярності після того, як її схвалила Опра Вінфрі на «Шоу Опри Вінфрі» у 2001 та у 2013 році Книга також залишалася в списку бестселерів New York Times понад десять років.

## Огляд
Книга черпає натхнення з набору духовних вірувань древніх тольтеків, щоб допомогти читачам перетворити своє життя на новий досвід свободи, справжнього щастя і любові. За словами автора, все, що робить людина, ґрунтується на угодах, які вона уклала з собою, з іншими, з Богом, і з самим життям. У цих угодах люди можуть говорити собі, хто вони, як поводитися, що можна, а що не можна. Деякі угоди, які люди укладають з собою, можуть не викликати проблем, а інші угоди, які походять зі страху, мають силу виснажувати емоційну енергію та знижувати самооцінку людини. У книзі стверджується, що ці самообмежувальні угоди створюють непотрібні страждання. Руїс також вважає, що для того, щоб знайти особисту радість, потрібно позбутися нав'язаних суспільством і заснованих на страху угод, які можуть підсвідомо впливати на поведінку та мислення людини. Інша базова передумова книги говорить про те, що велика частина страждань створюється людиною самостійно, і що більшість часу люди мають здатність трансформувати себе та свої негативні думки. Автор визначає джерела нещастя та пропонує чотири угоди, які можна укласти з самим собою, щоб покращити загальний стан благополуччя. Уклавши з собою ці чотири ключові угоди, людина може суттєво вплинути на щастя, яке вона відчуває у своєму житті, незалежно від зовнішніх обставин.

## Чотири угоди

### Угода 1. Будьте бездоганними зі своїми словами
Руїс стверджує, що хоча ця угода є найважливішою, її найважче виконати. Для цієї угоди Руїс спочатку аналізує слово «бездоганний». Слово «бездоганний» походить від латинського слова peccatus, що означає «гріх», а «im» на початку слова «бездоганний» — це латинський префікс, що означає «без». Руїс описує гріх як будь-що, що йде проти самого себе, і тому бездоганно володіти мовою означає брати відповідальність за свої дії та не засуджувати себе та інших. По суті, ця угода зосереджується на тому, що важливо говорити чесно та ретельно добирати слова, перш ніж говорити їх вголос.

### Угода 2: Не сприймайте нічого особисто
Друга угода надає читачам спосіб впоратися з негативним поводженням з боку інших людей. Автор стверджує, що щоб бути задоволеним важливо мати сильне відчуття себе і не покладатися на думку інших. Ця угода також дозволяє читачам зрозуміти уявлення про те, що кожна людина має унікальний світогляд, який змінює його власне сприйняття і що дії та переконання людини є проєкцією її власної особистої реальності. Руїс вважає, що гнів, ревнощі, заздрість і навіть смуток можуть зменшитися або розвіятися, як тільки людина перестане сприймати речі особисто.

### Угода 3: Не робіть припущень
Третя угода описує питання створення припущень, як це призводить до страждань і чому люди не повинні брати участь у їх створенні. Коли хтось припускає, що думають інші, це може створити стрес і міжособистісний конфлікт, оскільки людина вважає, що її припущення є репрезентацією істини. Руїс вважає, що рішення для подолання акту припущення полягає в тому, щоб поставити запитання та переконатися, що спілкування між залученими особами є прозорим. Таким чином люди можуть уникнути непорозумінь, смутку та драматизму, не роблячи припущень.

### Угода 4: Завжди робіть усе якомога краще
Четверта угода дозволяє читачам краще зрозуміти, як досягти своїх цілей у житті. Ця угода передбачає інтеграцію перших трьох угод у повсякденне життя, а також життя з повним потенціалом. Це передбачає виконання усього якомога краще, відносно своїх сил та можливостей і залежно від різних ситуацій та обставин. Руїс вважає, що якщо в будь-яких обставинах робити все якомога краще, можна буде уникнути самоосуду і жалю до себе. Включаючи перші три угоди та роблячи все якомога краще в усіх аспектах, люди зможуть жити вільним від горя та самонасмішок життям.

## Переклад українською
У 2017 році у видавництві «Book chef» з'явився переклад книги українською.